# Qasr Kharana
El Qasr Kharana, també anomenat Qasr al Harrana, Kharanah, Kharaneh o Hraneh (àrab: قصر الحرانة, Qaṣr al-Ḥarāna, o قصر الخرانه, Qaṣr al-Ḫarāna), és una antiga construcció omeia, un dels anomenats castells del desert que hi ha a l'est d'Amman, a Jordània.

## Arquitectura
El Qasr al-Kharana es troba a uns 60 km al sud-est de la capital, enmig d'una plana desèrtica, sobre un petit turó de 15 m d'alçada, prop de l'autopista 40, que uneix Amman amb Azraq. És un dels primers castells construïts pels omeies en aquesta regió, i tot i així es troba molt ben conservat, destacant enmig de l'estepa desèrtica amb la seva forma cúbica, de quatre costats i torres a les cantonades que no superen l'alçària de les parets, a més de torres semicirculars en el centre de cada façana i una entrada única. Està fet amb pedres de marès unides amb morter.

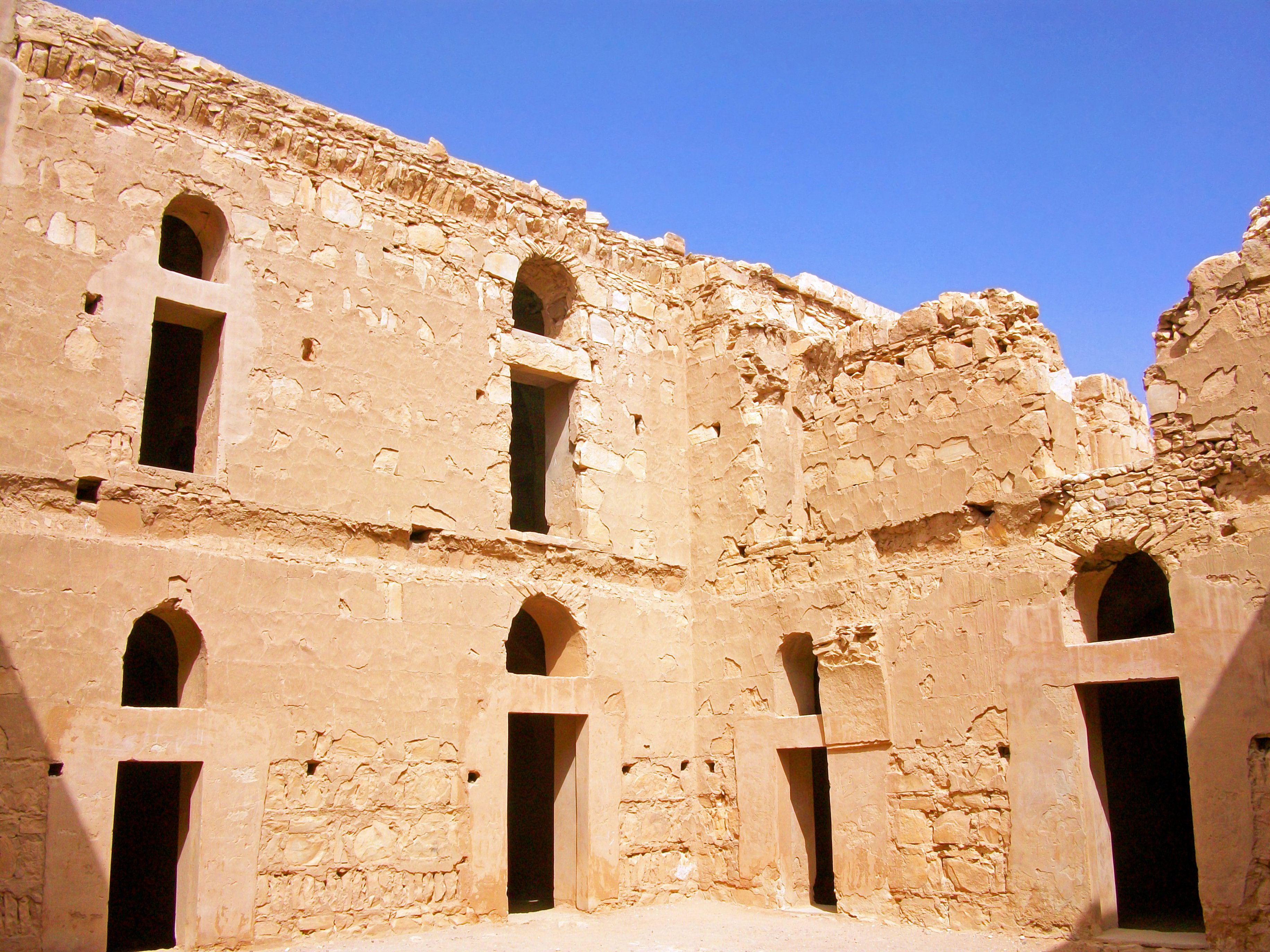
El pati

La planta, quadrada, té uns 35 metres de costat (1.225 metres quadrats) i al seu interior hi ha un pati envoltat per dos pisos amb seixanta dependències, la majoria rectangulars, amb sostres voltats i formats per semicúpules sobre pilastres adossades. La decoració és limitada, només sobre la porta d'entrada hi ha estuc i s'aprecien dents de serra en els arcs. Un dibuix en una de les habitacions superiors mostra influències sassànides.

## Història
Pel que sembla es va construir en dues fases, la primera entre 661 i 684, i la segona al voltant de 710, època del grafit que hi ha a les escales superiors, pel califa omeia Walid I. És probable que en aquest lloc hi hagués una construcció anterior grega o romana d'Orient.
Tot i anomenar-lo castell, les seves funcions no estan clares, ja que no sembla haver tingut ús militar i les escletxes que hi ha a les parets de moltes habitacions no són espitlleres sinó que serveixen per a ventilació. Sembla més aviat un palauet i podria haver-se usat com a caravanserrall per a descans dels viatgers, però no hi ha fonts d'aigua corrent i no es troba en cap ruta coneguda.

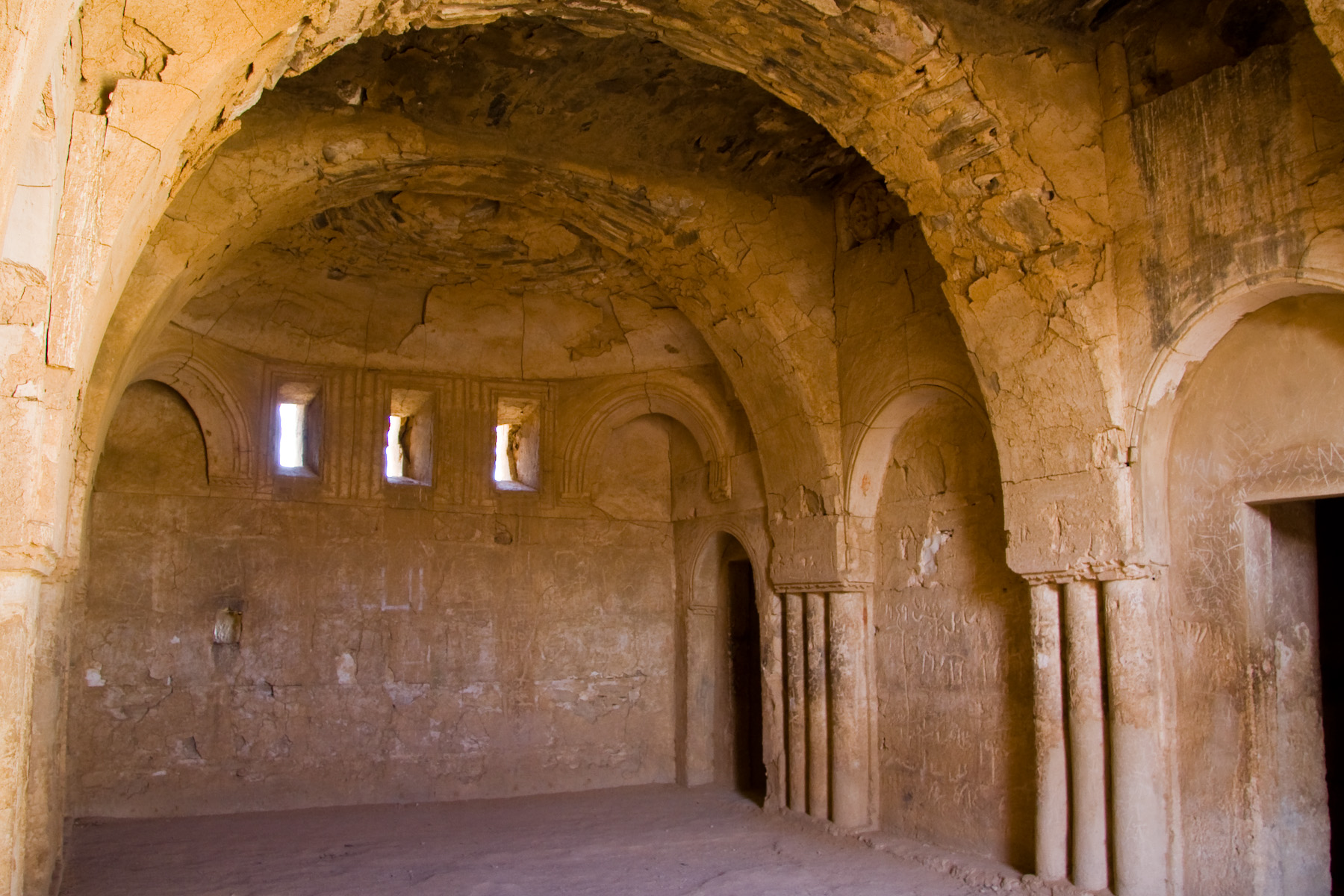
Interior del Qasr Kharana, mostrant les influències sassànides

En els últims segles, el castell va ser abandonat i malmès per diversos terratrèmols. Va ser redescobert per l'explorador austrotxec Alois Musil el 1901 i reconstruït a partir de 1970 sota la supervisió de l'arqueòleg Stephen Urica.
El castell es pot visitar per complet, encara que en el pis superior cal anar amb compte a les escales i no es pot pujar a la teulada.